# Robert Nitschmann
Robert Nitschmann (ur. 26 października 1892 w Ludwinowie koło Mariampola, zm. 23 czerwca 1940 w KL Sachsenhausen) – polski duchowny luterański, konsenior diecezji warszawskiej Kościoła Ewangelicko-Augsburskiego w Polsce.

## Życiorys
Pochodził z Ludwinowa. Ochrzczony został w Mariopolu, zaś młodość spędził w Suwałkach, gdzie ukończył gimnazjum. W latach 1913–1916 studiował teologię ewangelicką na Uniwersytecie w Dorpacie. Ordynację na duchownego przyjął 14 kwietnia 1918 w Moskwie, gdzie następnie odbył wikariat. Od 1923 był administratorem parafii w Pułtusku, zaś od 18 maja 1924 jej proboszczem. Następnie w dniu 23 lutego 1930 objął urząd proboszcza parafii w Nowym Dworze. Jednocześnie od 1937 był również konseniorem diecezji warszawskiej Kościoła. 
Po wybuchu II wojny światowej wyjechał do Warszawy, gdzie został aresztowany w dniu 15 listopada 1939 i osadzony w więzieniu na Pawiaku. Następnie został deportowany do niemieckiego-nazistowskiego obozu koncentracyjnego KL Sachsenhausen, gdzie zmarł 23 czerwca 1940 w trakcie apelu.  
Symboliczny grób pastora Roberta Nitschmanna znajduje się we Freibergu koło Chemnitz w Saksonii.
Pastor Robert Nitschmann został upamiętniony na tablicy poświęconej duchownym ewangelickim zamordowanym w trakcie II wojny światowej umieszczonej w kościele Zbawiciela w Bielsku-Białej. 
W 2013 ukazała się poświęcona pastorowi Nitschmannowi książka autorstwa Marii Kaucz pt. Zapomniany pastor: ks. Robert Nitschmann - ostatni przedwojenny proboszcz parafii nowodworskiej (Warszawa, 2013; ISBN 978-83-936935-0-4). 